# Edwin Uehara
Edwin Uehara (上原 エドウィン, Uehara Edwin, Lima, 21 juli 1969) is een Japans voormalig voetballer die als middenvelder speelde.

## Clubcarrière
Uehara begon zijn carrière in 1987 bij Deportivo AELU. Uehara speelde tussen 1987 en 1992 voor Deportivo AELU en Sporting Cristal. Hij tekende in 1992 bij Urawa Reds. In 4 jaar speelde hij er 23 competitiewedstrijden en scoorde 1 goal. Hij tekende in 1996 bij Tosu Futures. Uehara beëindigde zijn spelersloopbaan in 1996.

## Statistieken

### J.League
| Seizoen | Club       | Competitie | J.League | J.League | J.League Cup | J.League Cup | Totaal | Totaal |
| Seizoen | Club       | Competitie | Wed.     | Dlp.     | Wed.         | Dlp.         | Wed.   | Dlp.   |
| ------- | ---------- | ---------- | -------- | -------- | ------------ | ------------ | ------ | ------ |
| 1992    | Urawa Reds | J1 League  | -        | -        | 8            | 1            | 8      | 1      |
| 1993    | Urawa Reds | J1 League  | 19       | 1        | 2            | 0            | 21     | 1      |
| 1994    | Urawa Reds | J1 League  | 4        | 0        | 0            | 0            | 4      | 0      |
| 1995    | Urawa Reds | J1 League  | 0        | 0        | -            | -            | 0      | 0      |
| Totaal  | Totaal     | Totaal     | 23       | 1        | 10           | 1            | 33     | 2      |